# SpVgg Unterhaching
El Spielvereinigung Unterhaching es un club alemán de fútbol y otros deportes, ubicado en la ciudad de Unterhaching, un municipio semirrural en las cercanías de Múnich en Baviera. El club fue fundado en 1925 y juega en la Regionalliga Bayern, la cuarta división del fútbol de Alemania.
Jugó dos temporadas, 1999 y 2000, en la primera división alemana (la 1. Bundesliga), donde lo hizo junto a otros clubes reconocidos de la región, el Bayern de Múnich y el TSV 1860 Múnich. El club es ampliamente conocido por su equipo de bobsleigh el cual conquistó varios títulos mundiales y olímpicos.

## Historia

### Primeros tiempos
Originalmente, el club TSV Hachinger se dividió para formar un club de fútbol que fue llamado SpVgg Unterhaching y se fundó el 1 de enero de 1925. El primer ascenso se produjo en 1931 y el otro año, 1932, ascendió a la A-Klasse. Sin embargo, al ser considerado “políticamente no confiable” por el régimen nazi el club fue disuelto en 1933. En 1945, al final de la Segunda Guerra Mundial el club fue reabierto y participó en la B-Klasse, una cuarta división amateur del fútbol alemán.

### Ascensos
El equipo de fútbol del Unterhaching fue solamente un equipo aficionado, local y anónimo sin éxitos significativos hasta que comenzó una sucesión de ascensos. En 1976 promocionó de la B-Klasse a la A-Klasse. En ésta finalizó en primer lugar y avanzó inmediatamente a la Bezirksliga en 1977. El buen juego colocó al equipo en 1979 en la Landesliga Bayern-Süd, y luego en 1981 en la Bayernliga (III), la división amateur más alta en ese entonces.
Unterhaching terminó primero en esa liga en 1983 lo cual le permitió participar en un torneo reducido para ingresar en la 2. Bundesliga. No logró su objetivo esa vez, ni tampoco en 1988 cuando tuvo también la misma oportunidad.
El club finalmente salió de la Bayernliga para jugar en el 2. Bundesliga en 1989, pero descendió rápidamente, después de finalizar en el vigésimo lugar en el campeonato. Ascendió por segunda vez en 1992, pero de nuevo descendió inmediatamente al terminar en la posición décima octava. Finalmente, Unterhaching ascendió a la segunda división en 1995 después de finalizar en primer lugar en la Rgionalliga Süd (III).

### Ascenso a la Bundesliga
Con su vuelta a la segunda división del fútbol profesional en la temporada 1995-96, el club comenzó a obtener los mejores resultados de su historia. Terminó 4.º esa temporada y obtuvo los lugares 6.º y 11.º en las dos campañas siguientes. En la temporada 1998-99 obtiene el primer puesto del campeonato y el club asciende a la 1. Bundesliga.
Fue una verdadera sorpresa que este humilde equipo terminara en un honroso 10.º lugar en su primer campeonato en la división superior. El primer triunfo de Bundesliga fue apenas en su segundo partido de la temporada, con un 2:0 sobre el MSV Duisburg y jugando de local. Pese a que era derrotado frecuentemente como visitante, el Unterhaching se hizo fuerte de local, permaneciendo invicto nueve juegos antes de ser batido 0:2 por sus vecinos del Bayern Munich. Antes de esa derrota, habían ganado partidos de local con equipos muy fuertes como el VfB Stuttgart y el Borussia Dortmund, por 2:0 y 1:0 respectivamente. Su primer triunfo como visitante fue contra el VfB Stuttgart, de nuevo por 2:0.
En la fecha final de la temporada el Bayer Leverkusen visitó al Unterhaching y necesitaba solamente una empate para obtener el título de la liga. Sin embargo, fue derrotado por los locales. En el primer tiempo, a los 20 minutos, Michael Ballack anotó un gol en contra y puso el resultado 1:0 para los locales. Las esperanzas del título para el Bayer Leverkusen se desvanecieron cuando en el minuto 72 el mediocampista Markus Oberleitner anotó un gol y puso el marcador 2:0. Mientras tanto, el Bayern Munich derrotaba 3:1 al Werder Bremen, con lo cual empató en puntos con el Bayer Leverkusen y obtuvo el campeonato por diferencia de goles. Esa temporada el Unterhaching terminó el campeonato en mejor posición que el Borussia Dortmund y el FC Schalke 04.
El portero Gerhard Tremmel, el defensor Alexander Strehmel, los mediocampistas Jochen Seitz y Markus Oberleitner, y los delanteros Altin Rraklli and André Breitenreiter, este último anotó 13 goles en la temporada, estaban entre los jugadores más memorables de un equipo que impresionó por su disciplina.
Sin embargo, el comienzo de la temporada 2000-01 de Bundesliga fue una pesadilla para el Unterhaching. Después de perder en el primer partido 0:3 con el Eintracht Frankfurt, continuó sin ganar en los próximos cuatro partidos. En la sexta fecha derrota al Hertha BSC Berlin por 5:2, siendo su victoria más contundente en la Bundesliga. Este éxito fue seguido por un par de derrotas por 0:3 contra los equipos VfL Bochum y VfL Wolfsburg. Unterhaching no fue derrotado en los seis partidos siguientes, que incluyeron una victoria por 2:0 a sus rivales cercanoes el TSV Munich 1860. Esta racha fue seguida por cinco derrotas en siete partidos antes de que el Haching lograra un resultado sorprendente al derrotar 1:0 alBayern Munich. En la fecha 25 Haching sufrió su derrota más abultada en Bundesliga, perdiendo 6:1 con el VfL Wolfsburgo. Después de esta desgracia, luchó para el décimo quinto lugar para asegurarse otra temporada en la primera división. En la fecha 31 batió nuevamente al TSV 1860 Múnich, esta vez por 3:2. sin embargo en las dos últimas fechas fueron derrotados por el Borussia Dortmund y el FC Schalke 04, lo cual hizo que obtuvieran la posición 16 en el campeonato y descendieran a la segunda división. Pese a que esta temporada fue un fracaso para el Haching y nunca superó la 13.ª posición en la tabla, el equipo fue de nuevo reconocido por su disciplina, recibiendo menos tarjetas amarillas que cualquier otro equipo de la liga.
A comienzos del 2001, SpVgg Unterhaching ganó la última edición de la DFB-Hallenpokal, un torneo de fútbol sala tradicional, organizado por la Bundesliga y que se disputa en las vacaciones de invierno.

### Historia reciente
Luego de haber descendido a la 2. Bundesliga para la temporada 2001-02, el Haching tuvo una pobre actuación finalizando en la 15.ª posición, por lo cual descendió a la Regionalliga Süd. Sin embargo, al año ganó la liga y la siguiente volvió a la 2. Bundesliga.
En las últimas temporadas, Haching continuó siendo un equipo mediocre en la 2. Bundesliga. En su primera temporada desde que retornó a la segunda división, evitó el descenso por estrecho, ubicándose en la 13.ª posición. El desempeño en la temporada 2004-05 fue levemente superior obteniendo un 10.º lugar. La temporada siguiente fue también una lucha contra el descenso, finalizando 14.º, justo para salvarse de pasar a la Regionalliga Süd. Sin embargo, no logró salvarse de dicho descenso en la temporada 2006-07, ya que perdió el último partido ante Hansa Rostock por 3-1 y pasó de la penúltima a la última fecha del 14.º al 16.º lugar, respectivamente.
En la temporada 2007-08 finalizó 6.º en la Regionalliga Süd con 54 puntos, a 8 de los 2 primeros lugares.

## Curiosidades
- En el 2000, los tres equipos basados en Múnich jugaban en la 1. Bundesliga, el Unterhaching, Bayern de Múnich y TSV 1860 Múnich. Fue la primera vez que una ciudad alemana fue representada con tal cantidad de equipos.

- Por muchos años, Unterhaching recibió la ayuda financiera de “sus primos” más ricos, el Bayern de Múnich, hasta que mejoró su desempeño y se transformó en un rival potencial.

### Bobsleigh
En 1975, el patrocinador local Antón Schrobenhauser († 1982) fundó el departamento del bobsleigh, que él mismo presidió hasta 1979. Los bobsledders del club han alcanzado desde entonces un gran número de excelentes resultados tanto a nivel nacional como internacional.

## Estadio
El estadio del SpVgg Unterhaching es el estadio municipal Sportpark (capacidad 15.053), ahora conocido como Generali Sportpark debido a un arreglo con un patrocinante del club.

## Palmarés
- Regionalliga Süd (2): 1995, 2003
- Regionalliga Bayern (2): 2017, 2023
- Bayernliga (4): 1983, 1988, 1989, 1992
- Landesliga Bayern-Süd (1): 1981
- Bavarian Cup (3): 2008, 2012, 2015
- Oberbayern Cup (3): 2004, 2008, 2009